# Cyanophrys longula
Cyanophrys longula là một loài bướm ngày thuộc họ Bướm xanh. Nó được tìm thấy ở México, with strays recorded from tây nam Arizona. Nó cũng được tìm thấy ở Hawaii.
Sải cánh dài 21–30 mm. Con trưởng thành bay từ tháng 3 đến tháng 5 và từ tháng 8 đến tháng 12 in Mexico.
Ấu trùng ăn a wide range of plants, bao gồm species from the Asteraceae và Verbenaceae families.